# Zamalka
Zamalka (arab. زملكا) – miasto w Syrii, w muhafazie Damaszek. W 2004 roku liczyło 44 661 mieszkańców.